# مطار طبرقة عين دراهم الدولي
مطار طبرقة الدولي هو مطار دولي تونسي يقع على بعد 5 كلم شمال شرقي مدينة طبرقة الواقعة بالشمال الغربي من الجمهورية التونسية. يرجع تاريخ إنشائه إلى عام 1992, كان المطار تحت اسم مطار طبرقة-7 نوفمبر الدولي ثم تم سحب هذا الاسم بعد الثورة التونسية في 2011 التي أطاحت بالرئيس ونظامه ليصبح مطار طبرقة-عين دراهم الدولي. 

يمتد المطار على مساحة 240 هكتار بطاقة استعاب 250.000 مسافر في السنة، حيث خدم حولي 68.300 مسافر عام 2005.

## إحصائيات
| السنوات       | 2015  | 2024 |
| ------------- | ----- | ---- |
| عدد المسافرين | 099 2 | 2679 |

## شركات وخطوط الطيران
| شركات طيران             | وجهات |
| ----------------------- | ----- |
| الخطوط التونسية السريعة | تونس. |